# 貝紋雙邊魚
貝紋雙邊魚為輻鰭魚綱鱸形目鱸亞目雙邊魚科的其中一個種，分布於印度西太平洋區，包括安達曼群島、孟加拉、印度、印尼、巴布亞紐幾內亞、澳洲、密克羅尼西亞、新喀里多尼亞、菲律賓、泰國、越南的淡水及半鹹水水域，體長可達12.5公分，生活在水質清澈的河口、溪流及沿岸，屬肉食性。